# حریص (فیلم ۱۹۹۴)
حریص (به انگلیسی: Greedy) فیلمی محصول سال ۱۹۹۴ و به کارگردانی جاناتان لین است. در این فیلم بازیگرانی همچون مایکل جی. فاکس، کرک داگلاس، نانسی تراویس، الیویا دابو، فیل هارتمن، اد بیگلی. جی آر، کالین کمپ، جری برنز، باب بالابان، ماری الن ترینور، شیوون فالون هوگان، کوین مک‌کارتی، کندی الکساندر، جاناتان لین، آستین پندلتن، اریک لوید و کیرستن دانست ایفای نقش کرده‌اند.